# 24-Stunden-Rennen von Le Mans 2002

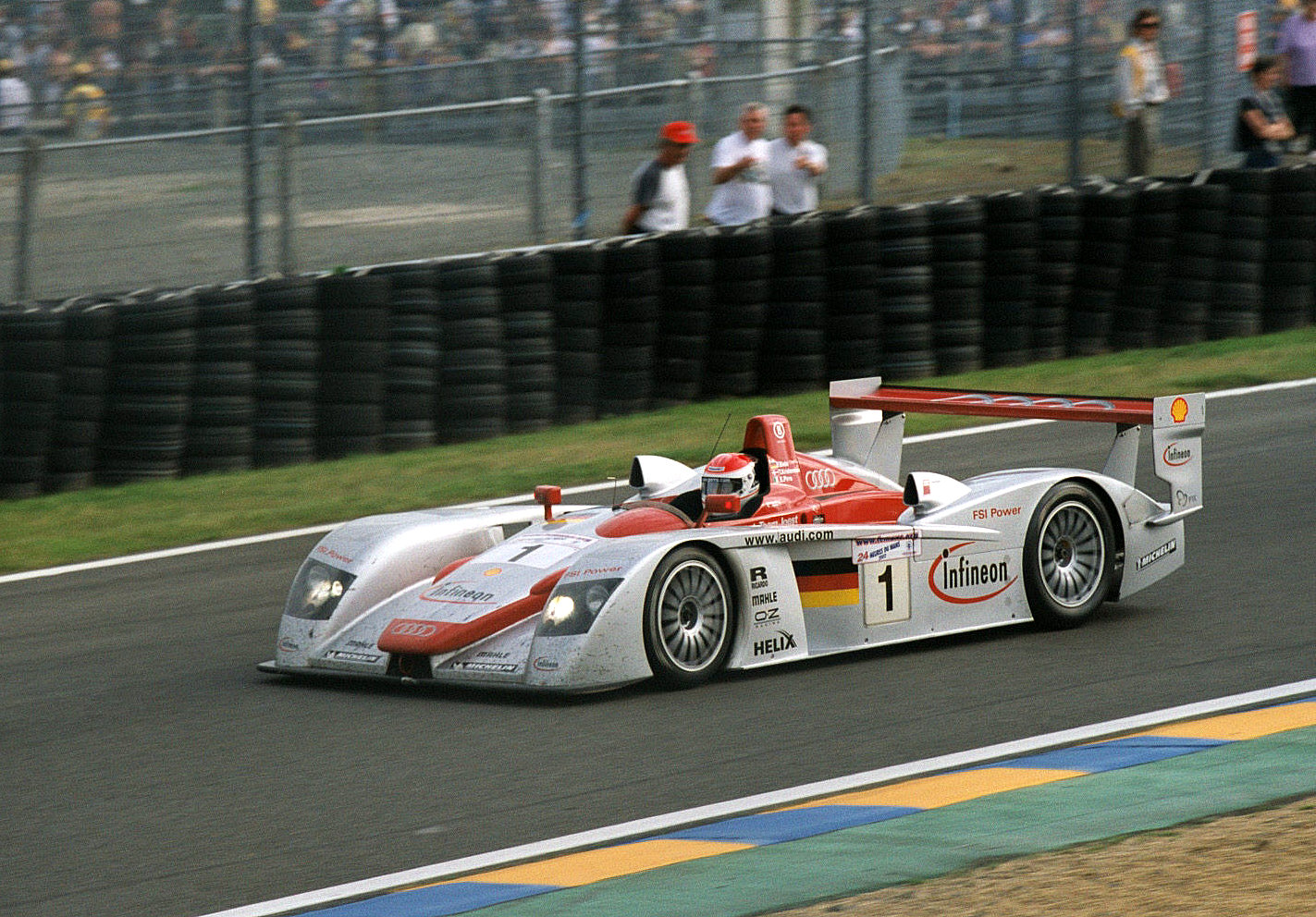
Audi R8 mit der Startnummer 1; Siegerwagen von Frank Biela, Tom Kristensen und Emanuele Pirro

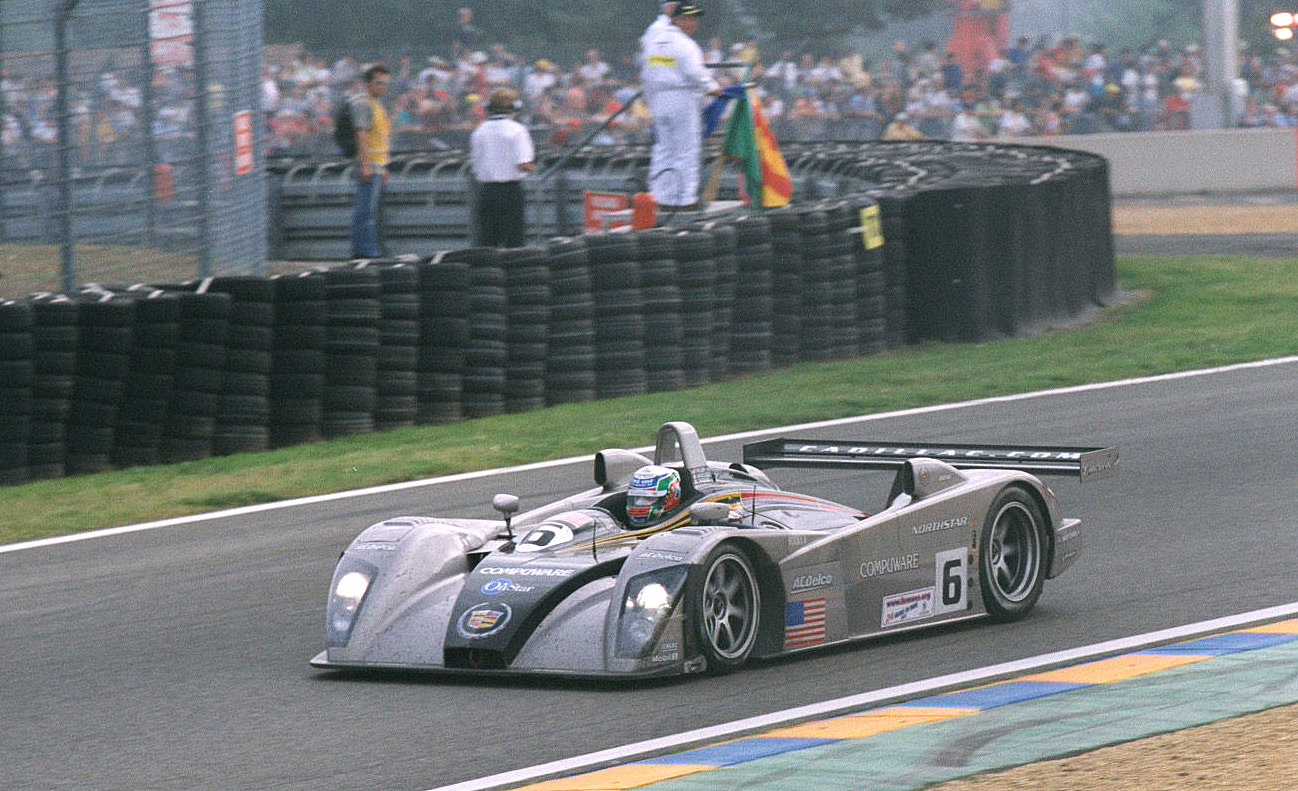
Cadillac Northstar LMP02 von Wayne Taylor, Max Angelelli und Christophe Tinseau

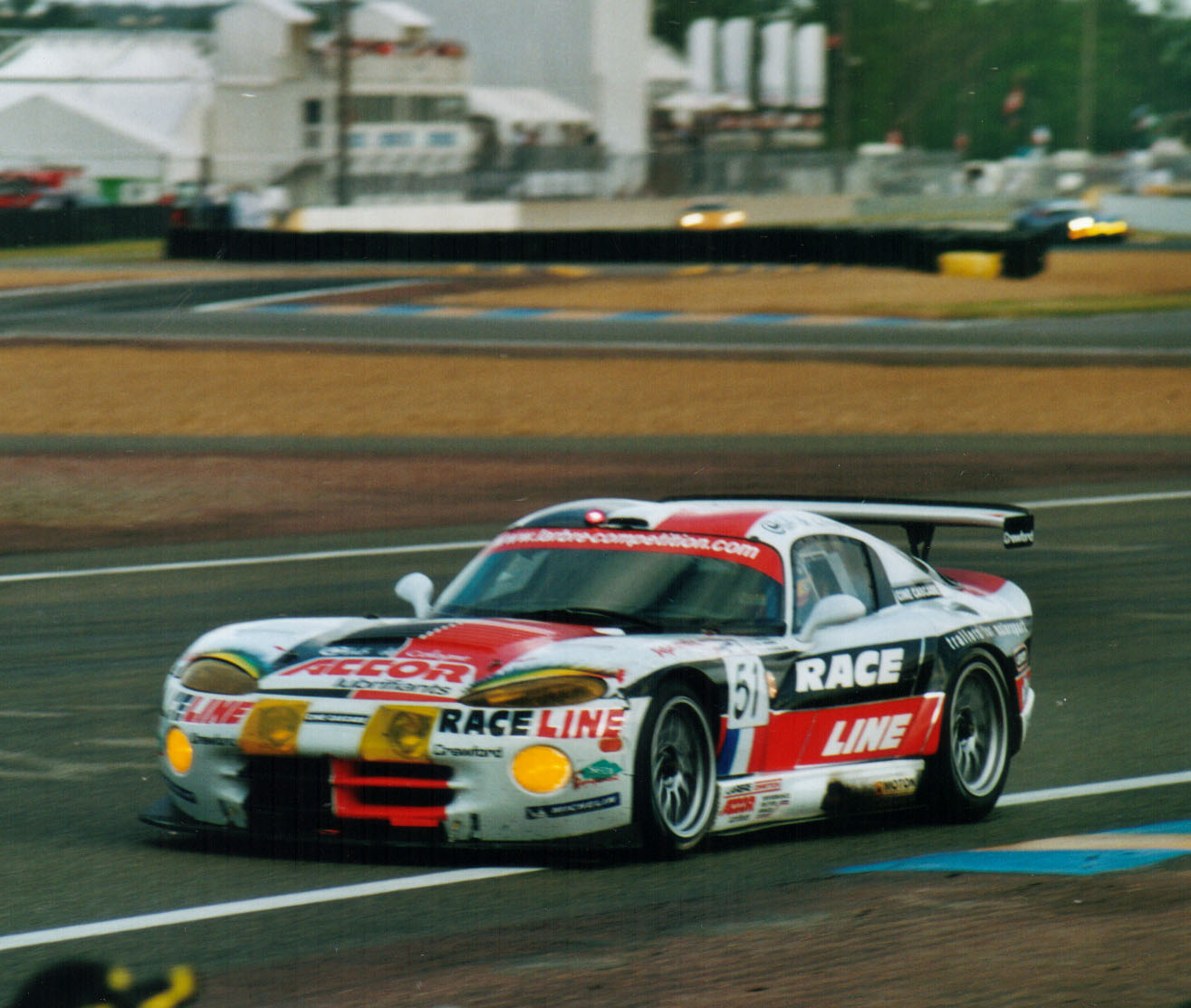
Die Chrysler Viper GTS-R von Jean-Luc Chereau, Carl Rosenblad und Jean-Claude Lagniez in der Ford-Schikane

Das 70. 24-Stunden-Rennen von Le Mans, der 70e Grand Prix d’Endurance les 24 Heures du Mans, auch 24 Heures du Mans, Le Mans, fand vom 15. bis 16. Juni 2002 auf dem Circuit des 24 Heures statt.

## Das Rennen
Vor dem Rennen kam es zu einer Änderung der Streckenführung, die die Länge des Rundkurses von 13,605 auf 13,650 km erhöhte. Die Passage unter dem Dunlop-Bogen wurde von einer Geraden zu einer langgezogenen Links-rechts-Kurve umgebaut; dieser Umbau verbesserte vor allem die Entfahrt in den permanenten Circuit Bugatti.
Wieder waren die von Joest Racing eingesetzten Werks-Audi R8 die Favoriten auf den Gesamtsieg. Mit drei Werkswagen kam Audi nach Le Mans und demonstrierte bereits im Training, dass durch moderne Motorsporttechnik ein Getriebewechsel in fünf Minuten möglich war. Bei Bentley wurde im Unterschied zum Vorjahr nur ein Wagen eingesetzt, der am Ende den vierten Gesamtrang erreichte. Im Rennen waren überraschenderweise die beiden MG-Lola EX257 aus der LMP675-Klasse die härtesten Gegner von Audi, solange die beiden Wagen problemlos fuhren. Die MG's fielen im Laufe des Rennens aber aus. Der Prototyp von Anthony Reid, Warren Hughes und Jonny Kane mit der Startnummer 26 hatte nach 129 gefahrenen Runden einen Getriebeschaden. Das zweite, schnellere, Fahrzeug mit der Nummer 27, gefahren von Mark Blundell, Julian Bailey und Kevin McGarrity, fiel nach 219 Runden durch Motorschaden aus.
Die größten Probleme hatte Audi nicht mit den Gegner, sondern mit den zu weichen Michelin-Reifen. In Summe hatten die drei Wagen 15 Reifenschäden, die zu vielen außerplanmäßigen Boxenstopp führten. Der erste Schaden trat am Wagen mit der Nummer drei schon in der Einführungsrunde auf. Dennoch feierten die Werkswagen einen klaren Dreifachsieg, wobei das Trio Frank Biela, Tom Kristensen, Emanuele Pirro das 24-Stunden-Rennen das dritte Mal in Folge gewann.
Bestes Privatteam war ORECA in deren Dallara SP1 ein ursprünglich für die Formel 1 konzipierter V10-Motor von Judd zum Einsatz kam. Wie in den Jahren davor waren die Cadillac Northstar LMP chancenlos. Der bestplatzierte Wagen hatte einen Rückstand von 30 Runden auf den Siegerwagen. Besonders Pech hatte Welter Racing, als der in der LMP675-Klasse in Führung liegende WR LM2001, gefahren von Stéphane Daoudi, in den letzten Runden einen Bruch an der hinteren Aufhängung hatte und das Team den Klassensieg verlor.
Das Rennen diente auch als Kulisse für den Film Michel Vaillant der von Luc Besson produziert wurde. Zwei Fahrzeuge des DAMS-Teams wurden in den Farben der Filmwagen lackiert, mit Kameras bestückt und im professionell im Rennen gefahren. Durch eine Sondergenehmigung des Automobile Club de l’Ouest erhöhte sich die ursprüngliche Teilnehmerzahl des Rennens von 48 auf 50 Starter.

## Ergebnisse

### Piloten nach Nationen
| 36 Franzosen  | 26 US-Amerikaner | 23 Briten      | 9 Japaner   | 8 Belgier      |
| 8 Deutsche    | 8 Italiener      | 6 Niederländer | 5 Schweizer | 3 Österreicher |
| 3 Portugiesen | 3 Schweden       | 2 Dänen        | 2 Kanadier  | 2 Südafrikaner |
| 1 Australier  | 1 Finne          | 1 Monegasse    | 1 Spanier   | 1 Tscheche     |
| 1 Venezolaner |                  |                |             |                |

### Schlussklassement
| Pos.            | Klasse | Nr. | Team                       | Fahrer                                                     | Chassis                   | Motor                                         | Reifen | Runden |
| --------------- | ------ | --- | -------------------------- | ---------------------------------------------------------- | ------------------------- | --------------------------------------------- | ------ | ------ |
| 1               | LMP900 | 1   | Audi Sport Team Joest      | Frank Biela Tom Kristensen Emanuele Pirro                  | Audi R8                   | Audi 3.6L Turbo V8                            | M      | 375    |
| 2               | LMP900 | 2   | Audi Sport North America   | Johnny Herbert Christian Pescatori Rinaldo Capello         | Audi R8                   | Audi 3.6L Turbo V8                            | M      | 374    |
| 3               | LMP900 | 3   | Audi Sport Team Joest      | Marco Werner Michael Krumm Philipp Peter                   | Audi R8                   | Audi 3.6L Turbo V8                            | M      | 372    |
| 4               | LMGTP  | 8   | Team Bentley               | Andy Wallace Eric van de Poele Butch Leitzinger            | Bentley EXP Speed 8       | Bentley 4.0L Turbo V8                         | D      | 362    |
| 5               | LMP900 | 15  | PlayStation Team Oreca     | Olivier Beretta Érik Comas Pedro Lamy                      | Dallara SP1               | Judd GV4 4.0L V10                             | M      | 359    |
| 6               | LMP900 | 14  | PlayStation Team Oreca     | Stéphane Sarrazin Franck Montagny Nicolas Minassian        | Dallara SP1               | Judd GV4 4.0L V10                             | M      | 359    |
| 7               | LMP900 | 5   | Audi Sport Japan Team Goh  | Hiroki Katō Yannick Dalmas Seiji Ara                       | Audi R8                   | Audi 3.6L Turbo V8                            | M      | 358    |
| 8               | LMP900 | 16  | Racing for Holland B.V.    | Jan Lammers Tom Coronel Val Hillebrand                     | Dome S101                 | Judd GV4 4.0L V10                             | M      | 351    |
| 9               | LMP900 | 6   | Team Cadillac              | Wayne Taylor Max Angelelli Christophe Tinseau              | Cadillac Northstar LMP02  | Cadillac GM Premium V Northstar 4.0L Turbo V8 | M      | 345    |
| 10              | LMP900 | 17  | Pescarolo Sport            | Sébastien Bourdais Jean-Christophe Boullion Franck Lagorce | Courage C60               | Peugeot A32 3.2L Turbo V6                     | M      | 343    |
| 11              | GTS    | 63  | Corvette Racing            | Ron Fellows Johnny O’Connell Oliver Gavin                  | Chevrolet Corvette C5-R   | Chevrolet LS7R 7.0L V8                        | G      | 335    |
| 12              | LMP900 | 7   | Team Cadillac              | Éric Bernard Emmanuel Collard JJ Lehto                     | Cadillac Northstar LMP02  | Cadillac GM Premium V Northstar 4.0L Turbo V8 | M      | 334    |
| 13              | GTS    | 64  | Corvette Racing            | Andy Pilgrim Kelly Collins Franck Fréon                    | Chevrolet Corvette C5-R   | Chevrolet LS7R 7.0L V8                        | G      | 331    |
| 14              | GTS    | 52  | Equipe de France FFSA      | Jonathan Cochet Benoît Tréluyer Jean-Philippe Belloc       | Chrysler Viper GTS-R      | Chrysler 8.0L V10                             | M      | 326    |
| 15              | LMP900 | 13  | Courage Compétition        | Didier Cottaz Boris Derichebourg Thed Björk                | Courage C60               | Judd GV4 4.0L V10                             | M      | 322    |
| 16              | GT     | 81  | The Racer's Group          | Kevin Buckler Lucas Luhr Timo Bernhard                     | Porsche 911 GT3-RS        | Porsche 3.6L Flat-6                           | M      | 322    |
| 17              | GT     | 80  | Freisinger Motorsport      | Romain Dumas Sascha Maassen Jörg Bergmeister               | Porsche 911 GT3-RS        | Porsche 3.6L Flat-6                           | D      | 321    |
| 18              | GTS    | 50  | Larbre Compétition         | Christophe Bouchut Patrice Goueslard Vincent Vosse         | Chrysler Viper GTS-R      | Chrysler 8.0L V10                             | M      | 319    |
| 19              | LMP675 | 29  | Noël del Bello Racing      | Jean-Denis Delétraz Christophe Pillon Walter Lechner jr.   | Reynard 2KQ-LM            | Volkswagen HPT16 2.0L I4                      | M      | 317    |
| 20              | LMP675 | 25  | Gerard Welter              | Jean-René de Fournoux Stéphane Daoudi Jean-Bernard Bouvet  | WR LM2001                 | Peugeot 2.0L Turbo I4                         | M      | 317    |
| 21              | GT     | 77  | Team Taisan Advan          | Atsushi Yogō Akira Iida Kazuyuki Nishizawa                 | Porsche 911 GT3-RS        | Porsche 3.6L Flat-6                           | Y      | 316    |
| 22              | GT     | 82  | Seikel Motorsport          | Gabrio Rosa Luca Drudi Luca Riccitelli                     | Porsche 911 GT3-RS        | Porsche 3.6L Flat-6                           | Y      | 315    |
| 23              | GTS    | 68  | Ray Mallock Ltd.           | Pedro Chaves Miguel Ramos Gavin Pickering                  | Saleen S7-R               | Ford 7.0L V8                                  | D      | 312    |
| 24              | GT     | 72  | Luc Alphand Aventures      | Luc Alphand Christian Lavieille Olivier Thévenin           | Porsche 911 GT3-RS        | Porsche 3.6L Flat-6                           | D      | 299    |
| 25              | GTS    | 51  | Larbre Compétition         | Jean-Luc Chéreau Carl Rosenblad Jean-Claude Lagniez        | Chrysler Viper GTS-R      | Chrysler 8.0L V10                             | M      | 278    |
| 26              | GTS    | 66  | Konrad Motorsport          | Terry Borcheller Toni Seiler Franz Konrad                  | Saleen S7-R               | Ford 7.0L V8                                  | P      | 266    |
| Nicht klassiert |        |     |                            |                                                            |                           |                                               |        |        |
| 27              | LMP900 | 10  | DAMS                       | Philippe Gache Emmanuel Clérico Michel Neugarten           | Lola B98/10               | Judd GV4 4.0L V10                             | M      | 150    |
| Ausgefallen     |        |     |                            |                                                            |                           |                                               |        |        |
| 28              | LMP900 | 19  | MBD Sportscar Team         | Didier de Radiguès Milka Duno John Graham                  | Panoz LMP07               | Mugen MF408S 4.0L V8                          | A      | 259    |
| 29              | LMP900 | 12  | Panoz Motor Sports         | Bill Auberlen David Donohue Gunnar Jeannette               | Panoz LMP01 Evo           | Élan 6L8 6.0L V8                              | M      | 230    |
| 30              | LMP675 | 27  | MG Sport & Racing Ltd.     | Mark Blundell Julian Bailey Kevin McGarrity                | MG-Lola EX257             | AER XP20 2.0L Turbo I4                        | M      | 219    |
| 31              | LMP900 | 4   | Riley & Scott Racing       | Marc Goossens Jim Matthews Didier Theys                    | Riley & Scott Mk IIIC     | Élan 6L8 6.0L V8                              | G      | 189    |
| 32              | LMP900 | 9   | Kondo Racing               | Masahiko Kondō Ian McKellar Jr. François Migault           | Dome S101                 | Judd GV4 4.0L V10                             | M      | 182    |
| 33              | GT     | 73  | DeWALT Racesport Salisbury | Richard Stanton Steve Hyde Richard Hay                     | Morgan Aero 8R            | BMW Mader 4.0L V8                             | D      | 181    |
| 34              | GTS    | 58  | Prodrive                   | Rickard Rydell Alain Menu Tomáš Enge                       | Ferrari 550 GTS Maranello | Ferrari F131 6.0L V12                         | M      | 167    |
| 35              | GT     | 75  | Orbit Racing               | Leo Hindery Jr. Peter Baron Anthony Kester                 | Porsche 911 GT3-RS        | Porsche 3.6L Flat-6                           | M      | 165    |
| 36              | LMP900 | 18  | Pescarolo Sport            | Éric Hélary Stéphane Ortelli Ukyō Katayama                 | Courage C60               | Peugeot A32 3.2L Turbo V6                     | M      | 144    |
| 37              | GT     | 85  | Spyker Automobielen B.V.   | Peter Kox Norman Simon John Hugenholtz                     | Spyker C8 Double-12R      | BMW 3.4L V8                                   | D      | 142    |
| 38              | LMP675 | 26  | MG Sport & Racing Ltd.     | Anthony Reid Warren Hughes Jonny Kane                      | MG-Lola EX257             | AER XP20 2.0L Turbo I4                        | M      | 129    |
| 39              | LMP675 | 28  | ROC Auto                   | Jordi Gené Mark Smithson Peter Owen                        | Reynard 2KQ-LM            | Volkswagen HPT16 2.0L I4                      | M      | 126    |
| 40              | GT     | 74  | Auto Palace                | Guillaume Gomez Ryō Fukuda Laurent Cazenave                | Ferrari 360 Modena GT     | Ferrari F133 3.6L V8                          | P      | 119    |
| 41              | LMP675 | 30  | KnightHawk Racing          | Steve Knight Mel Hawkins Duncan Dayton                     | MG-Lola EX257             | AER XP20 2.0L Turbo I4                        | A      | 102    |
| 42              | LMP900 | 22  | DAMS                       | Jérôme Policand Marc Duez Perry McCarthy                   | Panoz LMP-1 Roadster-S    | Élan 6L8 6.0L V8                              | M      | 98     |
| 43              | GTS    | 53  | Team Carsport Holland      | Mike Hezemans Gabriele Matteuzzi Anthony Kumpen            | Chrysler Viper GTS-R      | Chrysler 8.0L V10                             | P      | 93     |
| 44              | LMP900 | 11  | Panoz Motor Sports         | David Brabham Jan Magnussen Bryan Herta                    | Panoz LMP01 Evo           | Élan 6L8 6.0L V8                              | M      | 90     |
| 45              | GT     | 71  | JMB Racing                 | Stephen Earle Chris MacAllister Gary Schultheis            | Ferrari 360 Modena GT     | Ferrari F133 3.6L V8                          | P      | 85     |
| 46              | GTS    | 67  | Konrad Motorsport          | Walter Brun Charles Slater Rodney Mall                     | Saleen S7-R               | Ford 7.0L V8                                  | P      | 83     |
| 47              | GT     | 78  | PK Sport Ltd.              | Robin Liddell David Warnock Piers Masarati                 | Porsche 911 GT3-RS        | Porsche 3.6L Flat-6                           | P      | 83     |
| 48              | LMP900 | 21  | Team Ascari                | Werner Lupberger Ben Collins Timothy Bell                  | Ascari KZR-1              | Judd GV4 4.0L V10                             | D      | 17     |
| 49              | GT     | 70  | JMB Racing                 | Cort Wagner Sam Hancock Martin Short                       | Ferrari 360 Modena GT     | Ferrari F133 3.6L V8                          | P      | 16     |
| 50              | LMP675 | 24  | Autoexe Motorsport         | Yōjirō Terada John Fergus Jim Downing                      | Autoexe LMP-02            | Mazda R26B 2.6L 4-Rotor                       | A      | 5      |

### Nur in der Meldeliste
Hier finden sich Teams, Fahrer und Fahrzeuge die ursprünglich für das Rennen gemeldet waren, aber aus den unterschiedlichsten Gründen daran nicht teilnahmen.
| Pos. | Klasse | Nr. | Team                | Fahrer                                      | Chassis                   | Motor                 | Reifen |
| ---- | ------ | --- | ------------------- | ------------------------------------------- | ------------------------- | --------------------- | ------ |
| 51   | GT     | 76  | Orbit Racing        | Gary Schultheis John Lloyd Grady Willingham | Porsche 911 GT3-RS        | Porsche 3.6L Flat-6   |        |
| 52   | GT     | 79  | PK Sport Ltd.       | Don Freeman Milan Maderyc Philip Ma         | Porsche 911 GT3-RS        | Porsche 3.6L Flat-6   | P      |
| 53   | GT     | 83  | Seikel Motorsport   | Tony Burgess Andrew Bagnall David Shep      | Porsche 911 GT3-RS        | Porsche 3.6L Flat-6   | Y      |
| 54   | LMP900 | 20  | MBD Sportscar Team  | Milka Duno Scott Maxwell John Graham        | Panoz LMP07               | Mugen MF408S 4.0L V8  | A      |
| 55   | GTS    | 57  | Team Rafanelli Srl. |                                             | Ferrari 550 GTS Maranello | Ferrari F131 6.0L V12 |        |
| 56   | GTS    | 59  | Prodrive            |                                             | Ferrari 550 GTS Maranello | Ferrari F131 6.0L V12 | M      |

### Klassensieger
| Klasse | Fahrer            | Fahrer              | Fahrer             | Fahrzeug                | Platzierung im Gesamtklassement |
| ------ | ----------------- | ------------------- | ------------------ | ----------------------- | ------------------------------- |
| LMP900 | Frank Biela       | Tom Kristensen      | Emanuele Pirro     | Audi R8                 | Gesamtsieg                      |
| LMP675 | Christophe Pillon | Jean-Denis Delétraz | Walter Lechner jr. | Reynard 2KQ-LM          | Rang 19                         |
| LMGTP  | Andy Wallace      | Butch Leitzinger    | Eric van de Poele  | Bentley EXP Speed 8     | Rang 4                          |
| GTS    | Ron Fellows       | Johnny O’Connell    | Oliver Gavin       | Chevrolet Corvette C5-R | Rang 11                         |
| GT     | Kevin Buckler     | Lucas Luhr          | Timo Bernhard      | Porsche 911 GT3-RS      | Rang 16                         |

### Renndaten
- Gemeldet: 56
- Gestartet: 50
- Gewertet: 26
- Rennklassen: 5
- Zuschauer: 220.000
- Ehrenstarter des Rennens: Luc Besson, französischer Regisseur und Produzent
- Wetter am Rennwochenende: sonnig und heiß, leichter Regen in der Nacht
- Streckenlänge: 13,650 km
- Fahrzeit des Siegerteams: 24:01:26.651 Stunden
- Runden des Siegerteams: 375
- Distanz des Siegerteams: 5118,750 km
- Siegerschnitt: 213,281 km/h
- Pole Position: Rinaldo Capello – Audi R8 (#2) – 3:29.905 = 234,106 km/h
- Schnellste Rennrunde: Tom Kristensen – Audi R8 (#1) – 3:33.483 = 230,182 km/h
- Rennserie: zählte zu keiner Rennserie